# 迪克·加尔梅克
理查德·尤金·加尔梅克（英語：Richard Eugene Garmaker，1932年10月29日—2020年6月13日），美国NBA联盟前职业篮球运动员。